# Midälva OK
Midälva OK var en orienteringsklubb verksam i östra Medelpad. Föreningen var en tävlingsklubb som bildades 2003 av medlemmar ur fem andra orienteringsklubbar i Sundsvall och Timrå; Kovlands IF, Njurunda OK, Selånger SOK, Timrå SOK och VK Uvarna. Verksamheten delades upp mellan Midälva OK och de övriga klubbarna. Midälva OK stod för tävlings- och viss träningsverksamhet och de övriga klubbarna för all övrig verksamhet som t.ex. nybörjarverksamhet, kartframställning, tävlingsarrangemang samt inkomstinbringande aktiviteter. Verksamheten i Midälva bekostades helt av de andra klubbarna. 2007 ställde sig Njurunda OK utanför samarbetet. I slutet av 2008 hoppade även Kovlands IF av samarbetet. Den 18 mars 2009 beslutade Midälva OK:s årsmöte om att lägga ned klubben. Klubbens antal aktiva orienterare hade då stadigt minskat för varje år sedan starten 2003.
Midälva nådde under sin korta tid en viss framgång på damjuniorsidan, med flera SM-medaljer.